# Redenção (kommun i Brasilien, Ceará, lat -4,26, long -38,77)
Redenção är en kommun i Brasilien.   Den ligger i delstaten Ceará, i den östra delen av landet, 1 600 km nordost om huvudstaden Brasília. Antalet invånare är 26 423.
Följande samhällen finns i Redenção:
- Redenção

Omgivningarna runt Redenção är huvudsakligen savann. Runt Redenção är det ganska tätbefolkat, med 139 invånare per kvadratkilometer.